# Ion Corvin
Ion Corvin – wieś w Rumunii, w okręgu Konstanca, w gminie Ion Corvin. W 2011 roku liczyła 575 mieszkańców.